# Semema
In semantica, e precisamente nell'analisi semica, il semema è l'insieme di semi (unità minime di significato) che corrisponde a ciascun differente significato di un lessema. Come tale, esso rappresenta un'unità del piano del contenuto e ha per corrispondente formale il lessema.
Il termine "episemema" era già usato da Leonard Bloomfield e inteso come significato di un morfema (inteso come segno minimo). Per Bernard Pottier, il semema è l'insieme dei semi che individuano il significato del morfema e risulta dall'unione di classemi (semi generici), semantemi (semi specifici) e virtuemi (semi connotativi).
Il semema può definirsi all'interno di una scala categoriale sema → semema → lessema, ove il lessema è la summa di tutte le accezioni sememiche e ove ogni semema costituisce una delle summenzionate accezioni, sulla base dei suoi semi costitutivi.
Nell'analisi semantica di un testo, il semema indica il contesto nel quale si trova il termine preso in analisi.
Un esempio di applicazione al lessema testa: i diversi semi del lessema testa (sferoidità, estremità, superatività ecc.) possono essere ordinati gerarchicamente in modi differenti, in modo da ottenere sememi diversi.
- testa (lessema)
  - testa d'uovo (semema1)
    - sferoidità, solidità (semi)

  - testa (di un palo) (semema2)
    - estremità, superiorità, verticalità (semi)